# Bob Seagren
Robert "Bob" Seagren, född 17 oktober 1946 i Pomona i Kalifornien, amerikansk friidrottare och vinnare av stavhoppstävlingen vid Olympiska sommarspelen 1968.
Seagren var en av de ledande stavhopparna under sent 1960-tal och tidigt 1970-tal. Hans första världsrekord, 5,32m, satte han i Fresno den 14 maj 1966. Det följdes upp av ytterligare förbättringar 1967 i San Diego (5,36 m), 1968 i South Lake Tahoe (5,41 m) och 1972 i Eugene (5,63 m).
Seagrens första Olympiska spel var i Mexico City 1968 där han vann guldmedaljen före Claus Schiprowski, Västtyskland och Wolfgang Nordwig, Östtyskland. Alla slutade på höjden 5,40 m men Seagren vann på grund av färre missar.
Fyra år senare, vid de olympiska sommarspelen i München, var han favorit till ännu ett guld. En förändring i regelverket gjorde dock att han (och flera andra hoppare med honom) inte fick använda de stavar som man var van vid. Östtysken Wolfgang Nordwig, som använde de mer traditionella stavarna, tog därför överraskande guldet och Seagren tog silver. Detta var första gången OS-guldet i stavhopp gått till någon utanför USA.
Efter sin friidrottskarriär satsade Bob Seagren på en karriär inom filmen. Mest känd blev han för sin medverkan som homosexuell partner till Billy Crystal i komediserien Lödder.
Han är numera verkställande direktör för International City Racing, ett företag som ägnar sig åt att anordna diverse löptävlingar.

## Filmografi (filmer som haft svensk premiär)
- 1979 - De fantastiska 7 - Wally Ditweiler